# Julius Cabisius (Musiker, 1841)
Julius Cabisius (* 15. Oktober 1841 in Halle; † 3. April 1898 in Stuttgart) war ein deutscher Violoncellist und Musikpädagoge.

## Leben und Werk
Seinen ersten Musikunterricht erhielt Julius Cabisius von seinem Vater, der ebenfalls Cello spielte. Mit 14 Jahren ging er als Schüler von Julius Goltermann an das Prager Konservatorium.
Seine erste Anstellung fand Cabisius in der Kapelle des Fürsten Friedrich Wilhelm Konstantin von Hohenzollern-Hechingen in Löwenberg (Schlesien), wohin ihn der Kapellmeister Max Seifriz berufen hatte. 1864 gehörte er dann kurze Zeit der Hofkapelle Meiningen an. Am 1. September 1865 folgte er einem Ruf an die Hofkapelle Stuttgart, an der auch sein früherer Lehrer Goltermann seit drei Jahren als Konzertmeister wirkte. Nach Goltermanns Rücktritt im Jahr 1870 rückte zunächst der Stuttgarter Cellist Theodor Krumbholz und nach dessen Tod 1876 Cabisius selbst auf diese Führungsposition. 1876 war ihm bereits der Titel des Kammermusikers verliehen worden.
Seit dieser Zeit tauchte der Name Cabisius in ungezählten Stuttgarter Konzerten auf. Leider stellten sich schon in den Stuttgarter Anfangsjahren bei Cabisius gesundheitliche Probleme zunächst in Form eines Augenleidens ein. Cabisius konnte zunächst aufgrund eines hervorragenden musikalischen Gedächtnisses dieses Augenleiden in Konzerten kompensieren, da er große Teile der Konzertliteratur seines Instrumentes auswendig beherrschte. In Quartett-Konzerten unter der Leitung des Violinisten Edmund Singer, in Trio-Konzerten unter der Leitung des Pianisten Dionys Pruckner und in den Abendkonzerten der Hofkapelle brillierte Julius Cabisius oft im Stuttgart der 1880er Jahre.
Als Cellolehrer am Stuttgarter Konservatorium genoss Cabisius allerhöchste Wertschätzung. 1889 wurde er dort zum Professor ernannt. Ab etwa 1890 zog er sich aufgrund seines schlimmer werdenden Augenleidens weitgehend aus der Öffentlichkeit zurück. 1893 zog er auf eigenen Wunsch mit seiner Familie nach Bremen, wo sein hochbetagter Vater lebte. Dort erkrankte sein linkes Bein. Nach kaum einjährigem Aufenthalt in Bremen ging er nach Tübingen, um sich dort bei ihm bekannten Medizinern in ärztliche Behandlung zu begeben. Sein linkes Bein musste dort schließlich bis zum Knie amputiert werden. Mit Hilfe einer Prothese wurde ihm das Gehen wieder möglich. Im Herbst 1895 siedelte die ganze Familie wieder nach Stuttgart um. Dort lebte er noch zwei Jahre in relativem Wohlbefinden in seiner Familie bis sich Ende 1897 sein gesundheitlicher Zustand drastisch verschlechterte und er permanent ans Bett gefesselt war. Im April 1898 verstarb er dann schließlich in Stuttgart. Cabisius hatte seine letzten Lebensjahre, in denen er ob der körperlichen Leiden zu künstlerischer Untätigkeit verdammt war, mit großer Geduld ertragen.